# Jean Pedroso
Jean Henrique Carneiro Pedroso (Carambeí, 28 gennaio 2004) è un calciatore brasiliano, difensore del Karpaty L'viv.

## Carriera

### Club
Jean Pedroso è entrato a far parte del settore giovanile del Coritiba nel 2015, dopo aver giocato a futsal con delle squadre locali. Nel 2023 è stato promosso in prima squadra dopo aver ben impressionato con l'Under-20.
Il 16 marzo 2023 ha rinnovato il contratto fino al 2026 ed il 10 giugno ha debuttato giocando da titolare l'incontro di Série A contro il Santos.

### Nazionale
Nel dicembre del 2022 è stato incluso nella rosa brasiliana partecipante al campionato sudamericano Under-20 del 2023, tenutosi in Colombia. Il 23 febbraio si è laureato campione grazie alla vittoria per 2-0 sull'Uruguay. Successivamente ha preso parte anche al campionato mondiale tenutosi in Argentina, rimpiazzando l'infortunato Kayky.

## Statistiche

### Presenze e reti nei club
Statistiche aggiornate al 9 ottobre 2023.
| Stagione        | Squadra         | Campionato      | Campionato | Campionato | Coppe nazionali | Coppe nazionali | Coppe nazionali | Coppe continentali | Coppe continentali | Coppe continentali | Altre coppe | Altre coppe | Altre coppe | Totale | Totale | Totale |
| Stagione        | Squadra         | Comp            | Pres       | Reti       | Comp            | Pres            | Reti            | Comp               | Pres               | Reti               | Comp        | Pres        | Reti        | Pres   | Reti   |        |
| --------------- | --------------- | --------------- | ---------- | ---------- | --------------- | --------------- | --------------- | ------------------ | ------------------ | ------------------ | ----------- | ----------- | ----------- | ------ | ------ | ------ |
| 2023            | Coritiba        | A1/PR+A         | 0+5        | 2+0        | CB              | 0               | 0               |                    | -                  | -                  |             | -           | -           | 5      | 0      |        |
| Totale carriera | Totale carriera | Totale carriera | 5          | 0          |                 | 0               | 0               |                    | -                  | -                  |             | -           | -           | 5      | 0      |        |

## Palmarès

### Nazionale
- Campionato sudamericano Under-20: 1

Colombia 2023